# Rerum Germanicarum libri tres

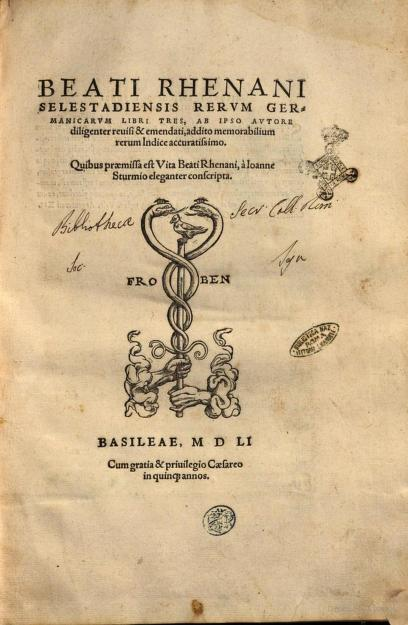
Титульный лист «Истории Германии» в переиздании 1551 года

Исто́рия Герма́нии в трёх кни́гах (лат. Rerum Germanicarum libri tres или Rerum Germanicarum libri III) — исторический трактат ренессансного гуманиста и историка Беатуса Ренануса, опубликованный в 1531 году в Базеле. Создавался во время Аугсбургского рейхстага 1530 года, написан на латинском языке. В современной историографии трактат Ренануса считается этапным для изучения истории Германии, это было первое историческое сочинение Нового времени, основанное на изучении первоисточников. Трактат разделён на три книги: первая включает очерки истории, географии и языка Древней Германии, сведения для которых были почерпнуты из античных источников; вторая книга в основном посвящена истории франков; третья книга посвящена Рейнской области и городу Селесте — малой родине Ренануса. До конца XVII века выдержал пять переизданий, современное научное издание с немецким переводом предпринято в 2008 году в Тюбингене.

## Историографический контекст. История создания
Между 1515—1531 годами Беатус Ренанус предпринял несколько изданий античных исторических источников, что постепенно привело к интересу к истории Германии. Итальянский гуманист Франческо Кальво обещал Ренанусу рукопись прокопиевой «Войны с готами» и Агафия. С Иоганном Хутичем Ренанус обсуждал раннесредневековые документы, включая феодальные дарения Оттона I и каролингские капитулярии. С Виллибальдом Пиркгеймером Ренанус обсуждал разделение и расселение германских племён, а Пейтингер снабдил его рукописью Иордана и «Пейтингеровыми таблицами». Стремление Ренануса тщательно изучить важнейшие первоисточники по истории Раннего Средневековья, по-видимому, обозначало рост его интереса к исторической науке вообще и германской истории в частности.
В предисловии к изданию Прокопия Кесарийского 1531 года, ссылаясь на «Одиссею» (IV, 392), Беатус отстаивал важность изучения древней германской истории, утверждая, что «мы уделяем слишком много внимания истории других народов». Ренанус прямо заявил, что триумфы готов, вандалов и франков — это триумфы немецкого народа. Тот факт, что они властвовали в римских провинциях и даже в «царице всех городов» Риме, — есть славная страница прошлого. Это, впрочем, не помешало ему сожалеть о причинённых разрушениях и жертвах. Важным также являлось утверждение Ренануса, что в условиях, когда источников мало и все данные отрывочны, историк вынужден прибегать к догадкам и реконструкциям.
Для формирования ренессансной историографии в Германии XV—XVI веков существовало несколько препятствий. В парадигме гуманизма история должна была научить людей делать добро и избегать зла на конкретных моральных примерах, то есть прошлое рассматривалось как морально детерминированный процесс. Вторым и существенным препятствием была теория «Переноса империи» (translatio imperii), согласно которой германцы получили культуру от римлян в ходе римского завоевания. С одной стороны, эта теория связывала германские земли с «историческими народами» — античными греками и римлянами — и придавала немецкому народу всемирно-историческое значение, с другой — нивелировала собственно национальный элемент. Германская история априори воспринималась как имперская история и была сосредоточена на деяниях императоров Священной Римской Империи. При этом влияние соответствующей модели было исключительно сильным именно в Эльзасе и существенно повлияло на становление Ренануса как историка. Идеологические ограничения дополнялись ограниченным кругом первоисточников и проблемой их надёжности, а также пренебрежительным отношением к немцам и нидерландцам со стороны законодателей культурной моды — итальянцев и французов.
Парадоксом в данной ситуации выглядело то, что создание национальной немецкой историографии началось в Италии. В среде гуманистов пионером оказался Эней Сильвий Пикколомини, будущий папа Пий II, имевший опыт жизни и работы в Германии XV века. Он служил в правительстве Базеля, а далее — в Имперском совете, и имел широкий доступ к германским историческим и документальным материалам. Его перу принадлежала биография Фридриха III и «История Богемии», однако наибольшей популярностью у современников пользовался маленький трактат «Германия». Главной целью его автора было доказать благодетельность папской власти для немцев, для чего использовалась в том числе «Германия» Тацита. С одной стороны, это способствовало пробуждению интереса к ранним источникам по германской истории, с другой — вновь нивелировало культурную особость немцев, поскольку источником их величия было итальянское влияние. Это не могло не вызвать реакции патриотов, в первую очередь Конрада Цельтиса. Наиболее амбициозный из его трудов — «Germania illustrata», однако, был создан по лекалам «Italia illustrata» Флавио Бьондо.
Создавая «Историю Германии», Ренанус основывался на исторической канве, созданной Якобом Вимпфелингом. В трудах Вимпфелинга сочетался сильный общегерманский патриотизм с почтением к имперской традиции и стремление к религиозной реформе. Важнейшим фундаментом он полагал публикацию первоисточников. В 1505 году Вимпфелинг опубликовал трактат «Epitoma rerum Germanicarum usque ad nostra tempora» («Краткая история Германии вплоть до нашего времени»). Перепечатку и редактирование этой работы Ренанус осуществил в 1532 году как приложение к изданию истории Видукинда. Вимпфелинг принципиально рассматривал все германские земли как единую национально-культурную общность и доказывал, что немцы превосходят все остальные народы, а любая критика в их адрес есть свидетельство недоброжелательства и зависти. Главным достоинством древних германцев и современных немцев есть свобода. Для доказательства морального и культурного превосходства немцев Вимпфелинг пользовался многочисленными античными источниками — кроме Тацита, ещё Страбоном, Плутархом, Юлием Цезарем, Светонием и Флавием Вописком.
Обстоятельства создания «Истории Германии» Ренанус разъяснил в послании к императору Фердинанду. Повторив традиционные сетования о незнании современными немцами собственной истории и запутанности её проблем, он обличал учёных, которые активны в изучении римских древностей, но не собственных средневековых и древних времён, «гораздо более уместных для нас». Далее он объяснял, что идея написать трактат о германских древностях пришла ему на Аугсбургском рейхстаге 1530 года, на котором его друзья задавали вопросы о границах римских провинций на территории Германии. Это побудило его исследовать переселение германских племён, которое Ренанус обозначил многозначным термином «demigrationes». Также предисловие показывает, что он превосходно осознавал различия между древней и современной ему Германией.

## Исторический нарратив

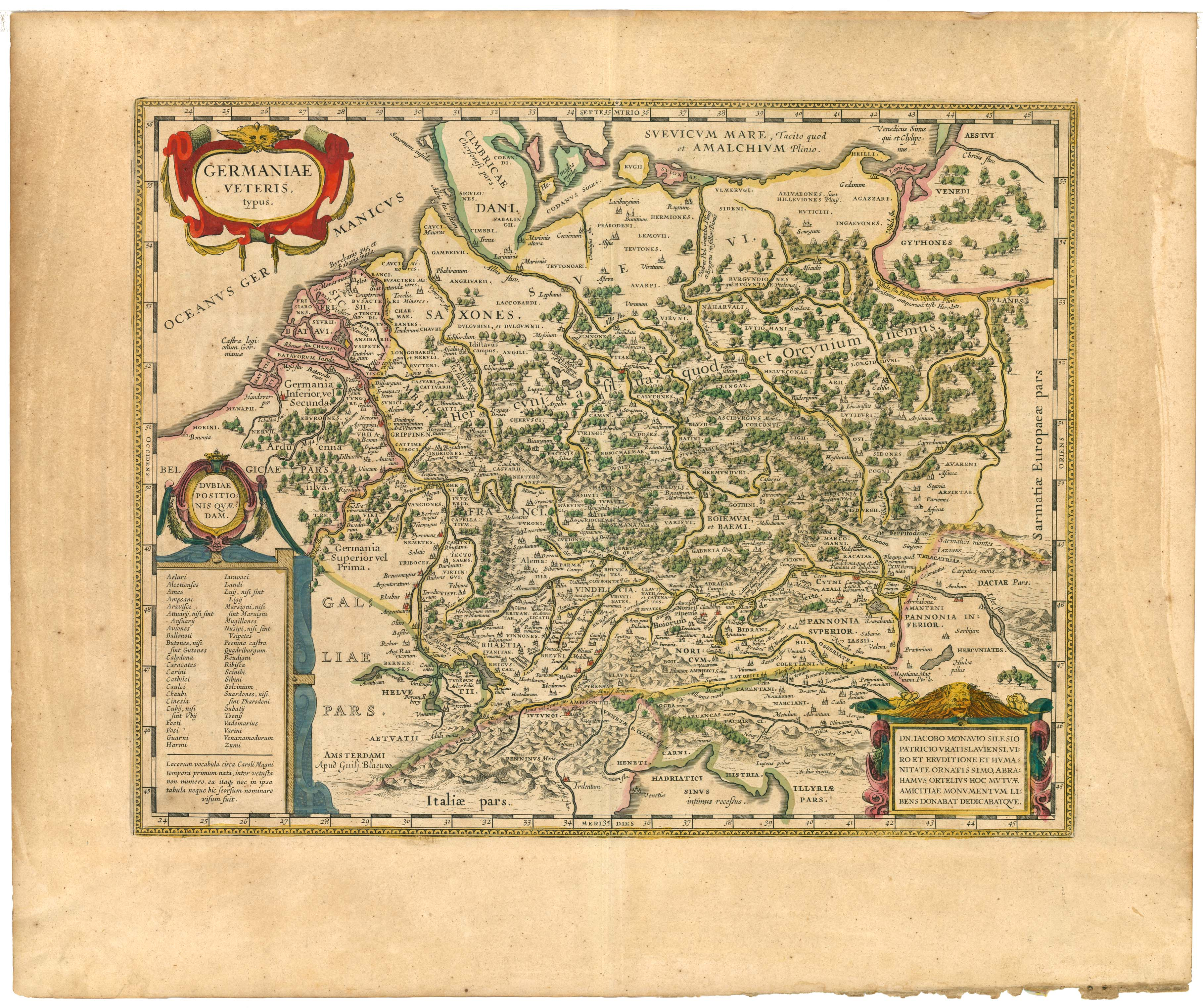
Карта Германии, составленная по данным Тацита. Издание Яна Блау, 1645

«История Германии» выделялась на фоне аналогичных средневековых и ренессансных текстов. Главная задача Ренануса всецело зависела от филологической критики первоисточников — это было решение вопроса об отношениях между древними германцами и Римской империей. Для этого следовало прояснить точные названия и границы римских провинций на территории Германии. Сам Ренанус очень гордился тем, что смог раз и навсегда разъяснить, какие германские земли входили в состав империи, а какие оставались независимыми. До публикации «Истории Германии» это приводило к серьёзным недоразумениям. Так, Эрмолао Барбаро перепутал реку Инн («Aenus») с Майном («Moenus»), комментируя IX книгу «Естественной истории», ибо не видел разницы между Швейцарией (римской Рецией) и Германией. Равным образом Ренанус подвёл черту под дискуссией о месте разгрома Квинтилия Вара в Тевтобургском лесу (в Вестфалии между Падерборном и Оснабрюком). Ренанус едко критиковал историков, которые считали, что разгром римлян произошёл у Аугсбурга. Для протестантских историков личность Арминия и нанесённое им поражение римлянам были предвосхищением современной борьбы между немецкими княжествами и Католической церковью. Для последующего развития немецкого самосознания огромную роль сыграло то, что сражение Арминия и Вара произошло вне границ Римской империи, то есть было доказательством того, что германцы отстояли родную землю и не смирились с римским игом.
В предисловии к первой книге Ренанус писал, что сосредоточился на истории франков, алеманнов и саксов из-за того, что их история изобилует ошибками и требует самого пристального изучения. Он принял решение не ограничиваться древностью и включить также описание средневековой истории. Тем не менее, в посвящении императору Ренанус согласился с легендарной версией происхождения Габсбургов.
Первая книга «Истории Германии» включает очерки истории, географии и языка Древней Германии, сведения для которых были почерпнуты из античных источников. Вторая книга является более концептуальной, поскольку основана на изложении истории франков. Изложение начинается с победы франков над алеманнами в 496 году и далее охватывает весь период становления королевства франков и покорения ими остальных племён. Как обычно у Ренануса, в книге сильно этнографическое начало: он пытался описать язык франков, их нравы (вплоть до одежды и причёсок) и законодательство, основным средством для этого является изобильное цитирование источников. Изложение доведено до Карла Великого и основания империи Оттонов, поскольку их государства являлись предшественниками современной Ренанусу немецкой государственности. Третья книга посвящена Рейнской области, её обитателям и многочисленным текстологическим наблюдениям. Важными аспектами изложения являлись прогресс цивилизации в Германии и история городов. Ренанус отмечал, что у древних германцев не было городов, как у римлян, тогда как современная Германия — страна городов, что и показывает её культурный рост. Очень большое место посвящено здесь малой родине историка — Селесте.

## Источники «Истории Германии». Текстология

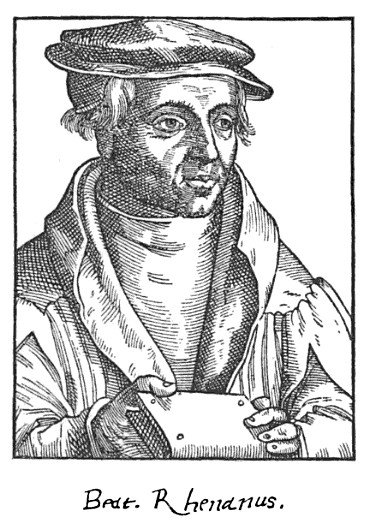
Прижизненный портрет с подписью. Гравюра по дереву, воспроизведена в Briefwechsel des Beatus Rhenanus (1886)